# Nguyễn Ngọc Thanh (cầu thủ bóng đá)
Nguyễn Ngọc Thanh (28 tháng 3 năm 1936 – 25 tháng 9 năm 2015), đôi khi còn gọi là Coach Thanh, là một cựu danh thủ, huấn luyện viên bóng đá người Việt. Khi còn là cầu thủ, ông từng chơi cho Đội tuyển bóng đá quốc gia Việt Nam Cộng hòa và là đội trưởng của đội bóng giai đoạn 1959–1965, góp mặt trong đội hình Việt Nam Cộng hòa đoạt huy chương vàng SEAP Games 1959 cũng như vô địch Giải bóng đá Merdeka tại Malaysia năm 1966. Thanh là người Việt đầu tiên có bằng huấn luyện viên bóng đá quốc tế loại ưu do Liên đoàn bóng đá thế giới (FIFA) cấp đồng thời là huấn luyện viên trưởng Đội tuyển bóng đá quốc gia Việt Nam Cộng hòa từ năm 1969–1971.

## Sự nghiệp cầu thủ
—Nguyễn Ngọc Thanh
Nguyễn Ngọc Thanh sinh ngày 28 tháng 3 năm 1936 tại Bạc Liêu. Năm 10 tuổi, ông rời quê hương cùng gia đình lên Sài Gòn sinh sống. Đá bóng khi còn cấp sách đến trường, ông được chọn vào Đội tuyển bóng đá quốc gia Việt Nam Cộng hòa đi dự Cúp Merdeka 1957 lúc 19 tuổi. Năm 1959, Thanh cùng đội tuyển tham dự kỳ SEAP Games đầu tiên năm 1959 tổ chức tại Thái Lan, nơi họ đánh bại đội chủ nhà với tỉ số 3–1 trong trận chung kết. Trận này ông góp công với một bàn kiến tạo. Thanh cũng có mặt trong hai kỳ SEAP Games tiếp theo (1961, 1965) và là một phần trong đội hình Đội tuyển Việt Nam Cộng hòa vô địch Giải bóng đá Merdeka 1966 tổ chức tại Malaysia. Cùng năm này, Nguyễn Ngọc Thanh vinh dự được mời vào Đội tuyển Các ngôi sao châu Á thi đấu với câu lạc bộ Fulham của nước Anh. Ông cũng góp công lớn giúp cho Đội tuyển Việt Nam Cộng hòa chiến thắng đương kim vô địch Giải bóng đá Thụy Điển Djurgårdens với tỉ số 3–1. Tại lượt về vòng loại Thế vận hội Tokyo năm 1964, đội tuyển của ông xuất sắc hạ gục Đội tuyển bóng đá quốc gia Israel tại chính Tel Aviv với hai bàn cách biệt, bất chấp thất bại 0–1 trước đó ở trận lượt đi tại Sài Gòn. Trong 10 năm chơi cho Đội tuyển Việt Nam Cộng hòa, Nguyễn Ngọc Thanh có 7 năm là thủ quân của đội bóng.

## Sự nghiệp huấn luyện viên
Nguyễn Ngọc Thanh
Sau chiến tích tại Malaysia năm 1966, Nguyễn Ngọc Thanh từ giã sự nghiệp thi đấu quốc tế và chuyển sang công tác huấn luyện. Từ 1967–1975, Thanh làm huấn luyện viên cho câu lạc bộ bóng đá Việt Nam Thương Tín, trong đó có 2 năm (1969–1971) huấn luyện cho tuyển Thiếu niên, Thanh niên và Đội tuyển Việt Nam Cộng hòa. Cũng trong thời gian này, ông được cử đi học khóa huấn luyện viên bóng đá đầu tiên dành cho châu Á (First FIFA Coaching School For Asian Coaches) do FIFA, Liên đoàn bóng đá châu Á và Liên đoàn bóng đá Nhật Bản phối hợp tổ chức tại Tokyo từ ngày 15 tháng 7 đến 15 tháng 10 năm 1969 và tốt nghiệp với tấm bằng ưu tú, qua đó trở thành người Việt Nam đầu tiên nhận tấm bằng huấn luyện viên của FIFA. Sau sự kiện 30 tháng 4 năm 1975, ông huấn luyện cho câu lạc bộ Ngân hàng rồi chuyển đến Đồng Tháp, giúp đội bóng này lên hạng, sau đó chuyển đến Dệt Phong Phú, Năng khiếu Nguyễn Du rồi phụ trách mảng bóng đá phong trào của Liên đoàn bóng đá Thành phố Hồ Chí Minh từ giữa năm 1997 đến 2004.
Nguyễn Ngọc Thanh chịu ảnh hưởng rất lớn từ người thầy Karl-Heinz Weigang, huấn luyện viên Đội tuyển Việt Nam Cộng hòa. Ông từng thừa nhận rằng nhờ có Weigang mà ông mới quyết tâm theo nghiệp huấn luyện viên, mặc dù sự nghiệp đó của ông không ổn định như đời cầu thủ. Khi Weigang trở lại dẫn dắt tuyển Việt Nam vào năm 1995, ông và Weigang gặp nhau. Weigang đề nghị Thanh làm trợ lý cho mình và ông đồng ý. Vị huấn luyện viên người Đức cũng cho người học trò năm nào mượn một số tiền để trang trải việc xây nhà.

## Phong cách thi đấu
Nguyễn Ngọc Thanh là tiền vệ chủ chốt trong sơ đồ 4-2-4 của Đội tuyển bóng đá Việt Nam Cộng hòa. Ông và Đỗ Thới Vinh được xem là hai trụ cột của đội bóng trong nhiều năm. Tuy không sở hữu thể hình tốt, không thiên về thể lực cũng như sức mạnh nhưng bù lại, Thanh có thừa khả năng thông minh, kỹ thuật và sức bền cùng khả năng hoạt động rộng, chạy không biết mệt, nên được ưu ái gán cho biệt danh "con người không tim". Ngoài kỹ thuật và thể lực, Thanh còn là một cầu thủ sút xa tốt và kiến tạo giỏi. Bật mí về bí quyết của mình, ông kể: "Tôi biết phải có sức bền mới thi đấu tốt được, đặc biệt là thi đấu ở hàng tiền vệ nên ngày nào tôi cũng kiên trì chạy bộ vài chục cây số bất kể nắng mưa. Có hôm trời mưa tầm tã tôi cũng một mình chạy theo lộ trình từ sân vườn ông Thượng đến Nhà máy nước Thủ Đức rồi mới chịu nghỉ…". Trong các trận đấu, Nguyễn Ngọc Thanh luôn cần cù có mặt khắp mọi nơi và được xem là lá phổi của đội. Chính ông đã làm phong phú cho lối đá hoa mỹ của Đỗ Thới Vinh trong công việc của người đồng hành và sẵn sàng can thiệp vào mọi điểm nóng trên sân.

## Qua đời và tưởng nhớ
Nguyễn Ngọc Thanh qua đời ngày 25 tháng 9 năm 2015 tại nhà riêng ở Thành phố Hồ Chí Minh sau một thời gian dài mắc bệnh tai biến mạch máu não. Đánh giá về ông, người đồng đội cũ là Võ Thành Sơn xúc động nói: "Anh Thanh là một tấm gương sáng về sự khổ luyện và tấm lòng với các cầu thủ đàn em, với các học trò… Hơn tháng trước tôi đến thăm anh, anh không nói được nhưng ánh mắt sáng ngời nhìn tôi và chảy nước mắt. Vẫn biết là số phận và tuổi tác không thể tránh được nhưng vẫn cứ thấy tiếc và hụt hẫng khi anh Thanh ra đi…". Năm 2017, tại Hoa Kỳ, các cựu tuyển thủ bóng đá Việt Nam Cộng hòa đã tổ chức một trận thi đấu bóng đá nhằm vinh danh Nguyễn Ngọc Thanh cùng thủ môn Phạm Văn Rạng.